# Topielec (wiersz Bolesława Leśmiana)
Topielec – wiersz polskiego poety Bolesława Leśmiana z tomu Łąka wydanego w 1920. Utwór jest napisany klasycznym polskim trzynastozgłoskowcem ze średniówką po sylabie siódmej, rymowanym parzyście. Pod względem gatunkowym jest balladą. Opowiada o kimś, kto zgubił się i zginął w lesie. Wiersz mówi o pragnieniu wiedzy i o zatraceniu się w poznawaniu obcego świata symbolizowanego przez las. Justyna Tabaszewska postrzega wiersz Leśmiana jako stwierdzenie przewagi natury nad człowiekiem, który nie jest w stanie przeniknąć jej tajemnic.
W zwiewnych nurtach kostrzewy, na leśnej polanie,
Gdzie się las upodobnia łące niespodzianie,
Leżą zwłoki wędrowca, zbędne sobie zwłoki.
Przewędrował świat cały z obłoków w obłoki,
Aż nagle w niecierpliwej zapragnął żałobie
Zwiedzić duchem na przełaj zieleń samą w sobie.
Szczególną uwagę wierszowi Leśmiana poświęcił poeta i eseista Jarosław Marek Rymkiewicz.